# Dalbe (Künstlervereinigung)
Die Künstlergruppe dalbe war ein fester Zusammenschluss von jungen Bildenden Künstlern aus Magdeburg und Umgebung. Ihre Gründung erfolgte am 6. Oktober 1948 in Magdeburg vor dem Hintergrund der Formalismusdebatte in Anwesenheit von Katharina Heise und Arno Meng. Die Gruppe bezeichnete sich selbst als Zusammenschluss von Künstlern, welcher „fortschrittlich eine zeitnahe, [sic!] formensprache vertritt.“ In Anlehnung an die am Bauhaus übliche Schreibweise wurde bei Aufsetzen der Gründungsurkunde (nahezu) nur Kleinschreibung verwendet. Ob es sich bei den Abweichungen bezüglich der Kleinschreibung um Absicht oder ein Versehen handelt, ist nicht zweifelsfrei zu klären.

## Ziele der Gruppe
Die ideologischen Ziele der Gruppe waren „erzieherisch“ durch ihre künstlerische Arbeit „an einer neugestaltung der weltordnung mitzuarbeiten“ und „brücke zu sein [zwischen dem arbeitenden Volk und] den hohen zielen der kunst“. Praktische Ziele waren die Werbung und Aufklärung in Betrieben sowie die Organisation von Ausstellungen.
Die Aufnahme neuer Mitglieder in die Gruppe war durchaus erwünscht, unterlag jedoch einer Abstimmung durch eine „zusammengestellte kommission“. Insgesamt war dalbe eine relativ streng organisierte Gruppe, so z. B. musste der Erste Vorstand (Obmann) aus den fünf Gründungsmitgliedern der Gruppe stammen.

## Mitglieder und Gäste

### Gründermitglieder
- Ewald Blankenburg
- Walter Bischof
- Günter Pilling
- Werner Frischmuth (* 1924)
- Helmuth Strecker

### Weitere Mitglieder (Auswahl)
- Walter Ebeling
- Gisela Uels
- Ernst Seifert (1922–1976)
- Alyda Frischmuth

### Gäste am Tag der Gründung (Auswahl)
- Katharina Heise
- Erni Rosenberg
- Lieselotte Klose
- Otto Klose
- Arno Meng

- Walter Gluch (1910–2009)
- Walter Schenk

### Gäste
- Hermann Klumpp